# The Hanging Tree
The Hanging Tree è un brano musicale del compositore statunitense James Newton Howard interpretato dall'attrice statunitense Jennifer Lawrence, pubblicato nel 2014.

## Descrizione
Il brano è stato pubblicato nel 2014 per la promozione del film Hunger Games: Il canto della rivolta - Parte 1, diretto da Francis Lawrence. 
La canzone è presente nella versione estesa digitale della colonna sonora The Hunger Games: Mockingjay, Part 1 - Original Motion Picture Soundtrack.
Alla composizione del brano hanno partecipato Jeremiah Fraites e Wesley Schultz, membri del gruppo indie folk The Lumineers, mentre il testo è di Suzanne Collins, autrice di Hunger Games.

## Tracce
1. The Hanging Tree – 3:38

## Classifiche
| Classifica (2014-15) | Posizione massima |
| -------------------- | ----------------- |
| Australia            | 5                 |
| Austria              | 1                 |
| Belgio (Fiandre)     | 8                 |
| Belgio (Vallonia)    | 18                |
| Canada               | 14                |
| Francia              | 23                |
| Germania             | 1                 |
| Irlanda              | 20                |
| Italia               | 29                |
| Norvegia             | 30                |
| Nuova Zelanda        | 9                 |
| Paesi Bassi          | 36                |
| Regno Unito          | 14                |
| Spagna               | 39                |
| Stati Uniti          | 12                |
| Svezia               | 29                |
| Svizzera             | 4                 |